# Ich ruf zu dir, Herr Jesu Christ
Ich ruf zu dir, Herr Jesu Christ (BWV 177) is een religieuze cantate gecomponeerd door Johann Sebastian Bach. 

## Programma
De cantate is gecomponeerd voor de vierde zondag na Trinitatis en werd voor het eerst opgevoerd op 6 juli 1732. Deze cantate wordt gerekend tot de vijfde cantatejaargang, maar was door Bach bedoeld om een lacune in de tweede cantatejaargang op te vullen. Deze lacune was ontstaan omdat de vierde zondag na Trinitatis in 1724 samenviel met het feest van Maria-Visitatie, waardoor er geen cantate speciaal voor deze zondag was gecomponeerd.
Op de vierde zondag na Trinitatis worden in de kerken traditioneel de volgende Bijbellezingen gehouden:
- Romeinen 8, vers 18-23 (ook wij zuchten in onszelf in afwachting van de openbaring dat we kinderen van God zijn)
- Lucas 6, vers 36-42 (Oordeel niet, dan zal er niet over je geoordeeld worden. )

## Tekst
De cantate is gebaseerd op een gelijknamig koraal van vijf coupletten uit 1530 van de componist Johannes Agricola. Het eerste en vijfde couplet gebruikte Bach voor de koordelen, de tussenliggende coupletten zijn verwerkt in de teksten van aria's.
1. Koor: Ich ruf zu dir, Herr Jesu Christ
2. Aria (alt): Ich bitt noch mehr, o Herre Gott
3. Aria (sopraan): Verleih, dass ich aus Herzensgrund
4. Aria (tenor): Laß mich kein Lust noch Furcht von dir
5. Koraal (koor): Ich lieg im Streit und widerstreb

## Muzikale bezetting
De cantate is gecomponeerd voor vierstemmig koor, de solostemmen sopraan, alt en tenor en als orkest hobo's, violen (waaronder een solorol voor de eerste violist), een obligate fagot, altviool en basso continuo.

## Toelichting
- De cantate wordt gerekend tot de koraalcantates, cantates die zowel wat tekst en muziek betreft zijn gebaseerd op koralen. Omdat elk couplet van het oorspronkelijke koraal terugkomt in een koorbewerking of een aria, spreken we ook wel van een per-omnes-versus-koraalcantate.
- In het openingskoor wordt de koraalmelodie door de sopranen gezongen. Opvallend is het muzikale, steeds terugkerende thema, een stijgende kwint van G naar D.